# Die selbstbewusste Nation
Die selbstbewusste Nation ist ein 1994 veröffentlichter deutschsprachiger Sammelband, herausgegeben von den Publizisten Heimo Schwilk und Ulrich Schacht.

## Entstehung des Bandes
Der Essay „Anschwellender Bocksgesang“ des Autors und Dramatikers Botho Strauß und die nachfolgenden Debatten wurden von den Herausgebern Heimo Schwilk und Ulrich Schacht zum Anlass genommen, um sich mit 26 weiteren Autoren mit dem Verständnis der Deutschen zur Nation und zum Nationalstaat nach der Wiedervereinigung von 1990 auseinanderzusetzen.
Der Aufsatz von Botho Strauß war zuvor erstmals 1993 in Der Pfahl. Jahrbuch aus dem Niemandsland zwischen Kunst und Wissenschaft und im Spiegel erschienen. Sätze wie „dass ein Volk sein Sittengesetz gegen andere behaupten will und dafür bereit ist, Blutopfer zu bringen, das verstehen wir nicht mehr und halten es in unserer liberal-libertären Selbstbezogenheit für falsch und verwerflich“ hatten dabei massive Kritik hervorgerufen. Zu den Kritikern gehörte auch der damalige Vorsitzende des Zentralrates der Juden in Deutschland, Ignatz Bubis, der seine Kritik später allerdings relativierte. Im Sammelband wurde die ursprüngliche Fassung abgedruckt, die 1993 in Der Pfahl veröffentlicht worden war.
Die Aufsätze wurden in vier Abschnitten mit den Zwischentiteln Identität, Konflikt, Interesse und Widerstand präsentiert. In der zweiten Auflage kam der Abschnitt Einheit (mit den Aufsätzen von Steffen Heitmann und Wolfgang Templin) hinzu, in der dritten Auflage Epilog mit zwei weiteren Aufsätzen von Schwilk und Peter Gauweiler.
Mehrere Aufsätze waren bereits zuvor im Feuilleton veröffentlicht worden. So war Safranskis Aufsatz „Destruktion und Lust. Über die Wiederkehr des Bösen“ bereits am 24. Dezember 1992 unter dem Titel „Die Wiederkehr des Bösen. Eine Weihnachtsbetrachtung“ in der FAZ erschienen. Tilman Krauses „Innerlichkeit und Weltferne. Über die deutsche Sehnsucht nach Metaphysik“ war die ursprüngliche Fassung des Essays „Deutsche (Ab-)Gründe. Westliche Wurzeln allein werden unserer Kultur nicht gerecht“, der am 1. Juni 1994 in der Wochenpost publiziert werden sollte. Dasselbe gilt auch für Heitmanns Aufsatz „Revolution und Wende. Über den schwierigen Aufbau des vereinten Deutschlands“, der bereits am 2. September 1994 unter dem Titel „Die Revolution verkommt zur Wende“ in der FAZ veröffentlicht worden war. Ebenso waren die Ergänzungen zur dritten Auflage vorher bereits in der FAZ veröffentlicht worden.
Außerdem basierte der Aufsatz von Hans-Jürgen Syberberg auf einem Vortrag, den dieser im April 1993 bei der Veranstaltung „Deutschsein? Eine Ausstellung gegen Fremdenhaß und Gewalt“ in der Kunsthalle Düsseldorf gehalten hatte.

## Rezeption
Nach der Erstveröffentlichung distanzierte sich der Mitautor Eduard Beaucamp von der Gesamtpublikation und sah darin eine „deutschtümelnde Überanstrengung und chorische Verstärkung des Eiferertums“, die „passagenweise unerträglich“ sei. Vor dem Hintergrund seiner ideologischen Distanzierung nahm Beaucamp das Angebot des Herausgebers an, seinen Aufsatz aus der zweiten Auflage des Buches zu entfernen.
Der Journalist Martin Doerry bezeichnete den Band als „skurriles Sammelsurium einzelner Wortmeldungen.“ Botho Strauß mache „den Anfang“, dann spräche „das Fußvolk, mal in andächtiger Interpretation des Poeten, mal in wüster rechtsextremer Polemik.“  So erwog Ernst Nolte, warum Hitler die Vernichtung statt bloß die Vertreibung der europäischen Juden befohlen habe. Rainer Zitelmann habe sich über den „Bewältigungsprozess“ ereifert und gefragt, „ob der Nationalsozialismus überhaupt ‚rechts‘ gewesen sei“. Hitler habe sich „nie als rechts bezeichnet“. Damit habe Zitelmann Platz schaffen wollen für eine neue, angeblich „demokratische Rechte“. Reinhart Maurer sei der klassischen Verharmlosungsstrategie gefolgt und habe die „rituelle Wiederholung des Wortes ‚einzigartig‘ im Zusammenhang mit den NS-Verbrechen“ moniert. Die Geschichte kenne viele Völkermorde. „Unmenschlichkeit ist menschlich.“ Als vielleicht größte Provokation bezeichnete Doerry, dass Strauß sich „im linken Mainstream der Kulturindustrie“ „als ‚Rechter‘ geoutet“ habe.  Ähnlich äußerte sich Stephan Sattler im Focus, der in seiner Buchkritik vom Frontwechsel des ehemaligen 68ers Botho Strauß spricht.
Diese negativen Reaktionen auf die Veröffentlichung werden in den Vorworten zur zweiten und dritten (1995) Auflage von Die selbstbewusste Nation ausführlich thematisiert. Dabei wird u. a. ein Brief von Botho Strauß zitiert, den dieser an Schwilk und Schacht gerichtet hatte und der am 27. Oktober 1994 in der FAZ veröffentlicht wurde: „Aber sich zu distanzieren von einem Buch, dessen Herausgeber, Thema und Autoren man kannte, ist nichts als feige und etwa so lauter wie das Dementi eines Politikers, der ‚aus Versehen‘ eine vom Lager abweichende Meinung äußerte“.
Die Literaturwissenschaftlerin Gabriele Kämper bezeichnete den Band Die selbstbewußte Nation als „Manifest einer neuen Rechten der 90er-Jahre“. Der bundesrepublikanische Konsens in Bezug auf den Nationalsozialismus sei aufgekündigt worden. In ihm seien erstmals bekannte Konservative mit Intellektuellen zusammengetroffen, die eher zum Mainstream des deutschen Feuilletons gehörten. Laut Kämper schöpften sie aus dem gleichen Bodensatz, indem sie sich bekannter konservativer Denkmuster bedienten, in denen die Ungleichheit von Menschen und Nationen propagiert würden. Ausgehend von dem Band analysierte sie die rhetorischen Strategien der Neuen intellektuellen Rechten nach 1989, die um eine starke nationale Identität kreisen, sowie deren Auswirkungen auf den publizistischen Mainstream. Eine ihrer Hauptstrategien sei die Etablierung von Feindbildern im Inneren der Gesellschaft (die 68er, Feministinnen, multikulturelle Gesellschaft, Postulate von Gleichheit und Gerechtigkeit) mit Hilfe von Sprachbildern, die ideale Geschlechterordnungen und Männlichkeitsbilder, die es so nie gegeben habe, als Utopia beschwören. Zu den vier ideologischen Grundpositionen des Buches gehörte laut Kämper, die deutsche Verantwortung für den Holocaust zu relativieren und zu normalisieren.

## Autoren
Autoren des Sammelbands sind neben Schacht, Schwilk und Strauß:
| - Eduard Beaucamp - Gerd Bergfleth - Manfred Brunner - Roland Bubik - Peter Gauweiler - Ansgar Graw - Karl-Eckhard Hahn - Steffen Heitmann - Michael J. Inacker - Tilman Krause | - Hartmut Lange - Reinhart Maurer - Alfred Mechtersheimer - Peter Meier-Bergfeld - Ernst Nolte - Klaus Rainer Röhl - Rüdiger Safranski - Brigitte Seebacher-Brandt - Felix Stern | - Eberhard Straub - Hans-Jürgen Syberberg - Wolfgang Templin - Jochen Thies - Rudolf Wassermann - Karlheinz Weißmann - Uwe Wolff - Michael Wolffsohn - Rainer Zitelmann |

Die Beiträge von Heitmann und Templin wurden erst in der zweiten Auflage aufgenommen, der Beitrag von Eduard Beaucamp hingegen, wie oben ausgeführt, ab der zweiten Auflage getilgt.